# Burg Neu-Wolfstein

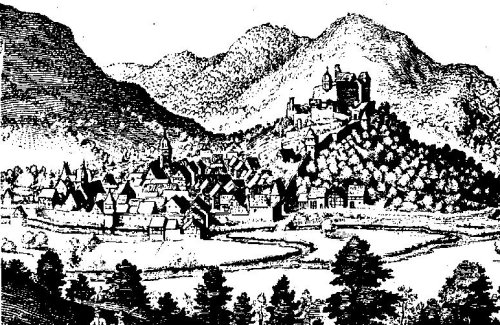
Kupferstich nach Matthäus Merian

Die Burg Neu-Wolfstein ist  die Ruine einer Höhenburg auf einem 238 Meter hohen Hügel über der Stadt Wolfstein im Landkreis Kusel in Rheinland-Pfalz. Heute ist die Burgruine ein Kulturdenkmal

## Geschichte
Über die Entstehung der Burg ist nicht viel bekannt. Vermutlich wurde sie, verbunden mit der Gründung der Stadt Wolfstein, als Teil der Stadtbefestigung von Rudolf von Habsburg zwischen 1275 und 1324 erbaut. Die erste Erwähnung der Burg war 1324 als Hus zu Wolvenstein.
1503 während des Landshuter Erbfolgekrieges wurde die Burg schwer beschädigt, 1609 abgebrochen und wieder aufgebaut. 1688 wurde sie von den Franzosen zerstört, und danach erneut wieder aufgebaut, um als Kaserne für französische Soldaten zu dienen. Diese wurde 1713 auf Befehl des Marschalls Villar durch Beschießung teilweise zerstört, und das Königreich Bayern nutzte die Anlage als Steinbruch. Von 1720 bis 1771 diente die Georgskapelle auf der Burg der Gemeinde von Wolfstein als Kirche. 1792 wird die Anlage in einem schlechten Zustand erwähnt. Zwei Jahre später nutzten französische Soldaten die Burg als Kapelle und Lazarett. Bis 1798 wurden die Gebäude noch als Pfarrhaus genutzt. Danach wurde die Burg ihrem Verfall überlassen.

## Heutige Nutzung
Die Ruine dient heute als Kriegsgedenkstätte. Sie gehört seit 1963 dem Land Rheinland-Pfalz.

## Beschreibung
Von der ehemaligen Burganlage sind noch Reste des Halsgrabens, der 1,2 Meter dicken Ringmauer, der Schildmauer und des Burgtors, sowie Reste der Grundmauern des Palas erhalten.

## Sage
Der Sage nach befand sich auf Burg Neuwolfstein ein tiefer Brunnen, der schon lange zugeschüttet wurde. Französische Reiter sollen einer nach dem anderen dort hinein gestürzt sein, als sie nachts vom Weg abkamen. Angeblich fanden so 30 Reiter den Tod.

## Tourismus
An der Burg führt der Prädikatswanderweg Pfälzer Höhenweg vorbei.